# Hyleoides zonalis
Hyleoides zonalis är en biart som beskrevs av Smith 1853. Hyleoides zonalis ingår i släktet Hyleoides och familjen korttungebin. Inga underarter finns listade i Catalogue of Life.

## Bildgalleri

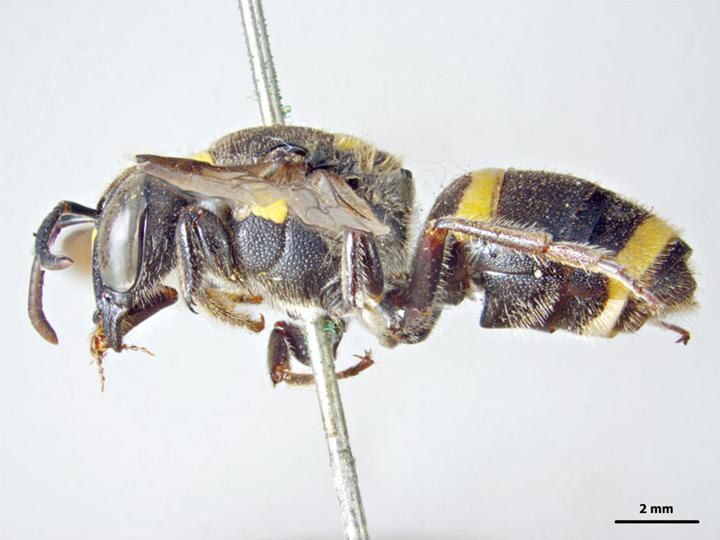
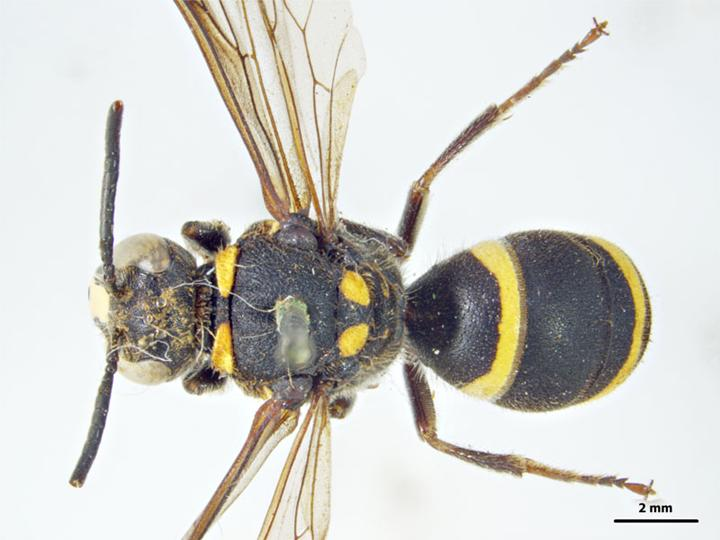